# خاندان تاچیبانا (سامورایی)
خاندان تاچیبانا (به ژاپنی: 立花氏) یک خاندان ژاپنی  (اربابان فئودال) در طول دوره سنگوکو و دوره ادو بود. در اصل مقر آن در قلعه تاچیبانا در کیوشو بود اما در دوره ادو به قلمروی یاناگاوا در شمال شرق ناحیه توهوکو، هونشو منتقل شد.